# Passin (Ain)
Pour les articles homonymes, voir Passin.
Passin est une ancienne commune française du département de l'Ain. En 1973, la commune est absorbée avec Lilignod par la commune de Champagne-en-Valromey.

## Histoire
Entre 1790 et 1794, elle absorbe la commune la commune de Chemilieu-Poisieu.
En 1973, la commune est absorbée par la commune de Champagne-en-Valromey tout comme Lilignod. La commune obtient le statut de commune associée jusqu'en 1997 où la fusion-association est transformée en fusion simple.

## Population et société

### Démographie
| 1793 | 1800 | 1806 | 1821 | 1831 | 1836 | 1841 | 1846 | 1851 |
| ---- | ---- | ---- | ---- | ---- | ---- | ---- | ---- | ---- |
| 465  | 441  | 448  | 456  | 464  | 474  | 552  | 550  | 531  |

| 1856 | 1861 | 1866 | 1872 | 1876 | 1881 | 1886 | 1891 | 1896 |
| ---- | ---- | ---- | ---- | ---- | ---- | ---- | ---- | ---- |
| 504  | 514  | 487  | 447  | 431  | 452  | 437  | 408  | 386  |

| 1901 | 1906 | 1911 | 1921 | 1926 | 1931 | 1936 | 1946 | 1954 |
| ---- | ---- | ---- | ---- | ---- | ---- | ---- | ---- | ---- |
| 383  | 345  | 331  | 291  | 283  | 285  | 265  | 268  | 221  |

| 1962 | 1968 | - | - | - | - | - | - | - |
| ---- | ---- | - | - | - | - | - | - | - |
| 207  | 183  | - | - | - | - | - | - | - |

## Culture locale et patrimoine

### Personnalités liées à la commune
- René Pingeon († 2007), coureur cycliste, frère de Roger Pingeon, est né à Passin en 1943.

## Pour approfondir